# Ночное дежурство (фильм, 1994)
«Ночное дежурство» (дат. Nattevagten) — триллер, снятый в 1994 году датским режиссёром Уле Борнедалем. Фильм оказался настолько успешным, что в 1997 году был выпущен американский ремейк фильма («Ночное дежурство») с Юэном Макгрегором в главной роли.

## Сюжет
Студент Мартин устраивается ночным сторожем в морге, чтобы заработать денег для учёбы. Мартину тяжело перебороть свой страх. Йенс пытается приободрить своего друга, устроив розыгрыш — он притворяется трупом. В городе между тем обосновался маньяк, убивающий девушек, снимая при этом с них скальп. События разворачиваются таким образом, что главным подозреваемым становится Мартин, и лишь полицейский инспектор верит в его невиновность.

## В ролях
- Николай Костер-Вальдау — Мартин
- Софи Гробёль — Калинка
- Ким Бодниа — Йенс
- Рикке Луиза Андерссон — Джойс
- Ульф Пильгор — Инспектор
- Гирд Лофквист — старый ночной сторож
- Ульрих Томсен — головорез

## Награды
В 1995 году фильм получил 10 наград и был номинирован на Fantasporto International Fantasy Film Award 1995 в категории «лучший фильм».
- 5 кинематографических наград Дании Robert Festival 1995 в категориях «лучший фильм», «монтаж», «грим», «актёр второго плана» (Бодниа) и «актриса второго плана» (Андерссон)
- 2 награды Fantafestival 1995 (лучший фильм, лучшая актриса — Андерссон)
- Приз зрительских симпатий «Пегас» (Pegasus Audience Award)
- Rouen Nordic Film Festival 1995: лучший актёр (Костер-Вальдау)
- Bodil Awards 1995: актриса второго плана (Андерссон)